# Shylock

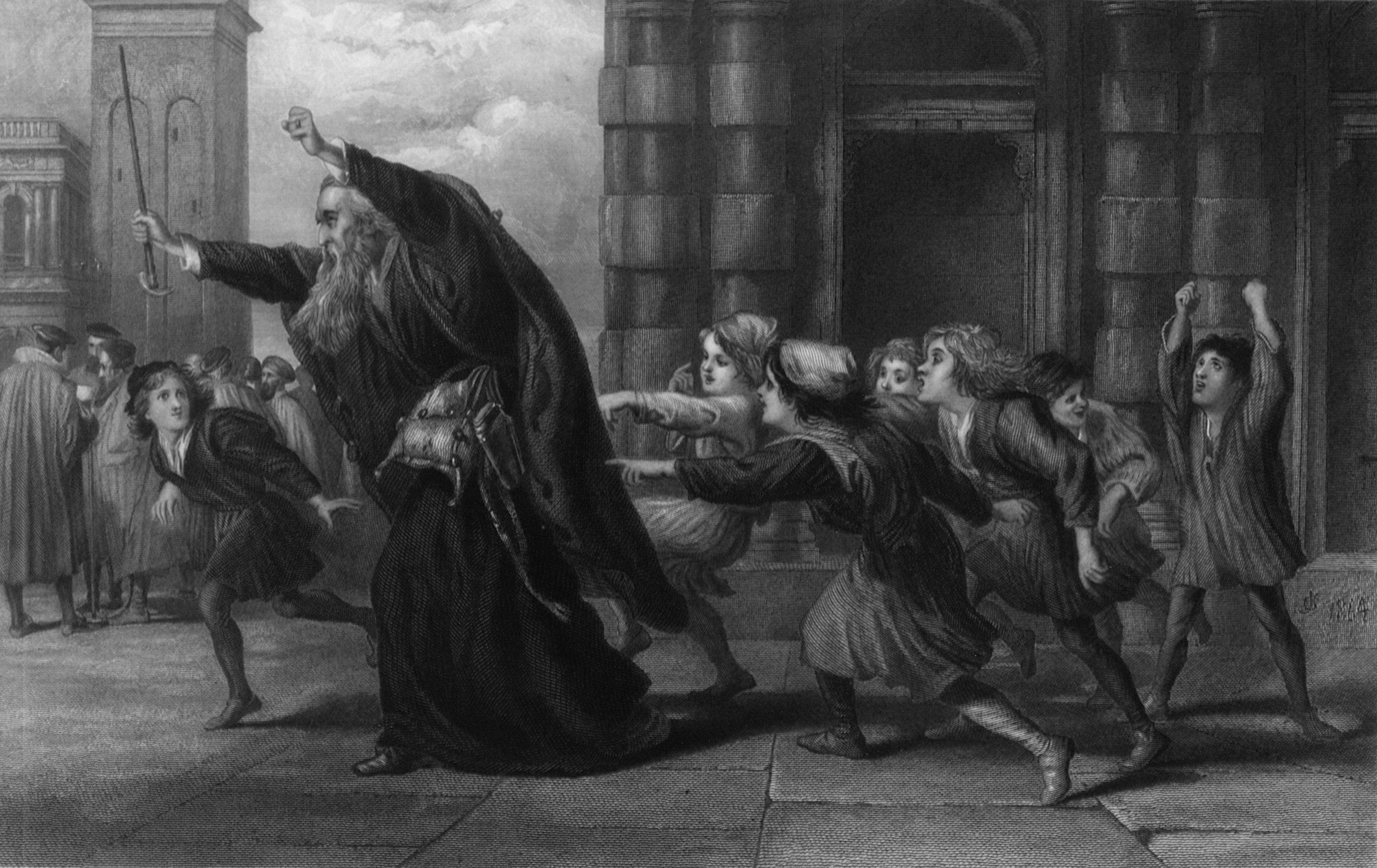
Shylock Depois do Julgamento (Shylock After the Trial), de John Gilbert (fim do século XIX).

Shylock é um personagem fictício da peça The Merchant of Venice (O Mercador de Veneza), do dramaturgo inglês William Shakespeare.
Na peça, Shylock é um agiota judeu que empresta dinheiro a seu rival cristão, Antônio, colocando como fiança uma libra da carne de Antônio. Quando este, após se ver falido, não consegue pagar o empréstimo, Shylock exige a libra de carne, como vingança por Antônio tê-lo insultado e cuspido anteriormente. Neste meio tempo, a filha de Shylock, Jéssica, foge com um amigo de Antônio, Lourenço, e se tornou uma cristã, levando dinheiro e jóias de sua herança, aumentando ainda mais a fúria de Shylock.

## Contexto histórico
Durante a época de Shakespeare, a agiotagem era uma ocupação comum entre os judeus, devido à crença entre os cristãos da época de que a usura era um pecado, e por ser uma das poucas profissões que era permitido aos judeus exercer na Europa medieval, tendo em vista que as leis do período proibiam qualquer outro tipo de ocupação.